# For all tid
For all tid (в превод: „За всички времена“) е първият студиен албум на норвежката блек метъл група Диму Боргир (Dimmu Borgir). За първи път е записан и миксиран в Stovner Rockefabrikk в периода между август и декември 1994 година. Преиздаден е през 1996 година от новата за групата звукозаписна компания Nuclear Blast.
Картината на обложката на албума е вдъхновена от илюстрация на Густав Доре към поредица от поеми за Камелот.
Шрифтът Civitype, използван на гърба на албума, също е използван и от финландската метъл група Children of Bodom.

## Изпълнители
- Шаграт (Shagrath) – барабани, вокали (китара в 5-а песен)
- Силеноз (Silenoz) – китара, вокали
- Тьодалв (Tjodalv) – китара
- Брюнярд Тристан (Brynjard Tristan) – бас китара
- Стиан Орстад (Stian Aarstad) – синтезатор, пиано, ефекти
- Vicotnik – гостуващ вокал (от Dødheimsgard и Ved Buens Ende)
- Aldrahn – гостуващ вокал (от Dødheimsgard)
- Bård Norheim – миксиране, обработка